# 帕尔马市政厅

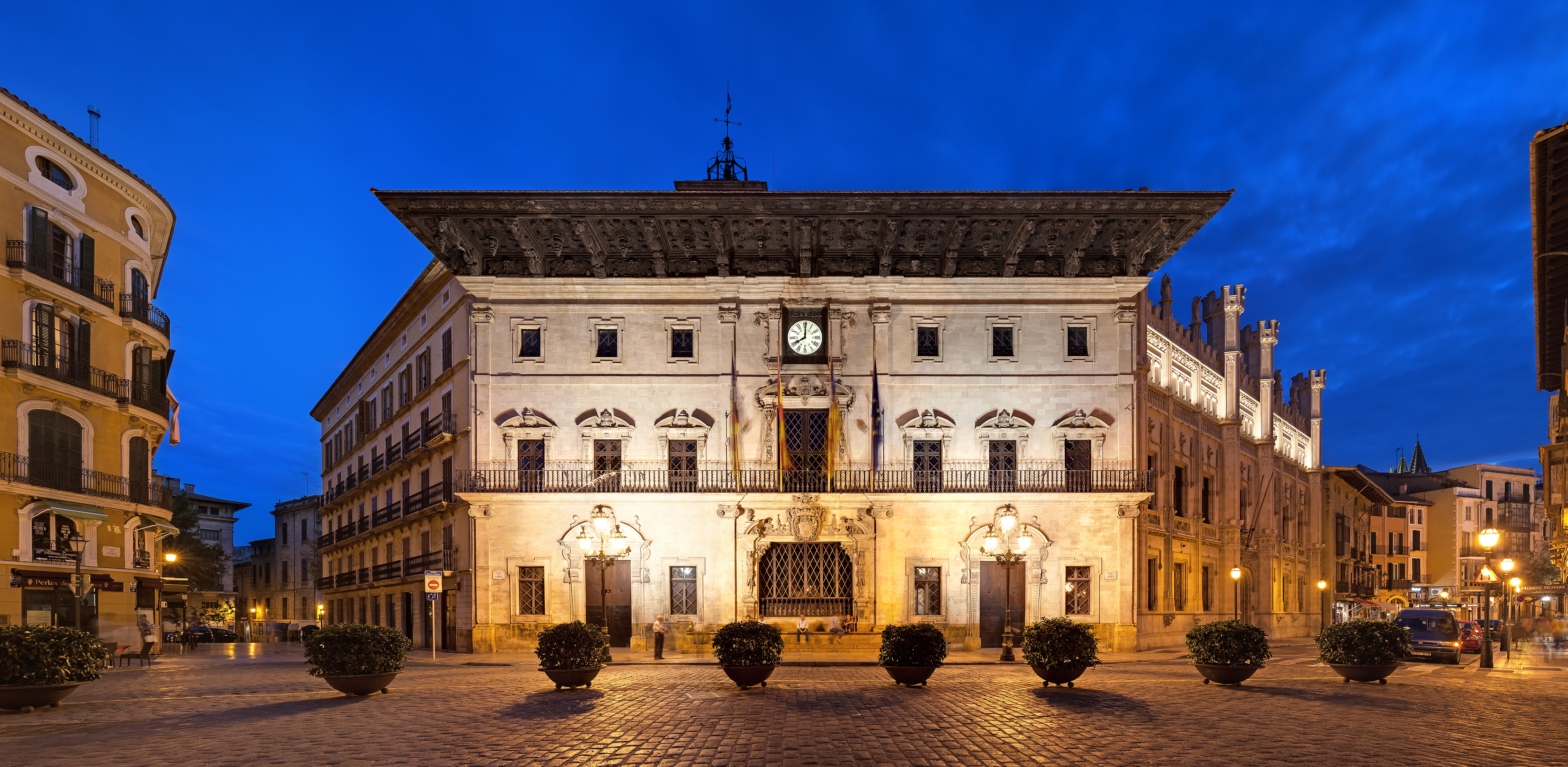
帕尔马市政厅

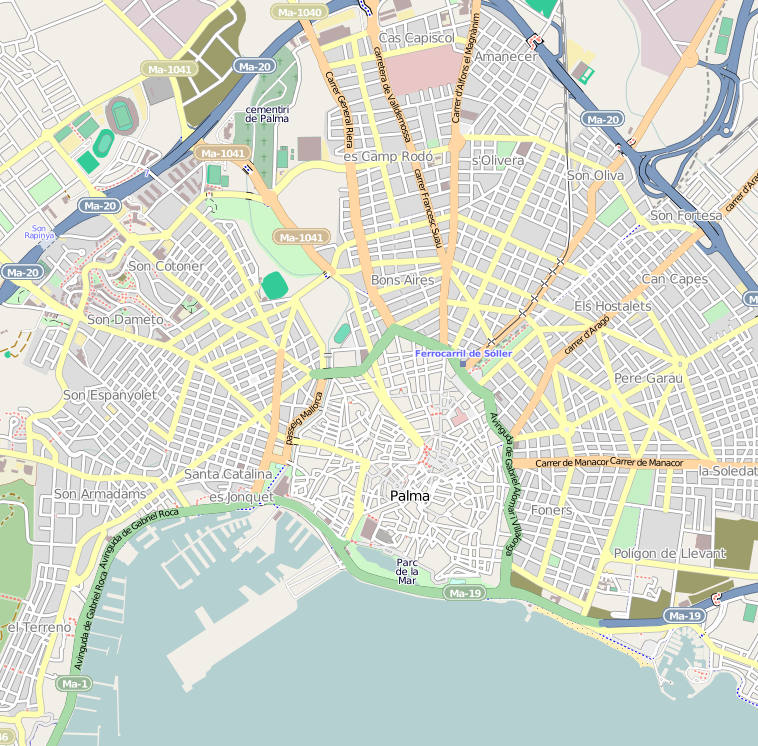
地图

帕尔马市政厅（加泰罗尼亚语：Ajuntament de Palma；西班牙语：Ayuntamiento de Palma）是西班牙巴利阿里群岛帕尔马市四个负有政治责任的公共行政机构之一。

## 建筑
这座建筑位于帕尔马的科尔特广场（Plaza de Cort），立面呈现巴洛克和风格主义元素。1649年至1680年，由建筑师佩雷·鲍萨、米克尔·奥利弗和巴托梅·卡拉法特建造。立面的阳台有七扇窗户。
1931年6月3日，该建筑的立面公布为西班牙国家文物古迹，编号RI-51-0000405。